# Hamaimón
Hamaimón (en árabe: احميمون‎, en francés: Hamaïmoun) es una localidad marroquí perteneciente al municipio de Bu Yedián, en la región de Tánger-Tetuán-Alhucemas. Desde 1912 hasta 1956 perteneció a la zona norte del Protectorado español de Marruecos.